# Edith Nesbit
Edith Nesbit (Kennington, 15 agosto 1858 – New Romney, 4 maggio 1924) è stata una scrittrice inglese.

## Biografia
Studiò in Germania e a Brighton. Fu amica di George Bernard Shaw e di H. G. Wells e partecipò attivamente alla fondazione del Partito socialista fabiano.
Autrice molto prolifica, la Nesbit fu apprezzata soprattutto come scrittrice di libri per ragazzi e di racconti dell'orrore.

## Opere (parziale)
- I cercatori di tesori (The Treasure-seekers), 1899.
- La storia dell'amuleto (The story of the amulet), 1906.
- Paura (Fear), raccolta di novelle dell'orrore, 1910.

## Traduzioni
- Al buio, traduzioni di Emanuela Turchetti, introduzione di Remo Ceserani, Sellerio Editore, Palermo, 1992.
- La cornice d'ebano, in Storie di fantasmi, a cura di Gianni Pilo e Sebastiano Fusco, Newton Compton Editori, Roma, 1995.
- Melisenda e altre storie da non credere, traduzione e cura di Rita Valentino Merletti, Donzelli, Roma, 2012.
- I ragazzi della ferrovia, traduzione di A. Donato, Bur Ragazzi, Roma, 2015.
- Il gioco, traduzione di Emanuele Boccianti, Elliot, Roma, 2018.
- La casa stregata, in La casa stregata e altri racconti del mistero, Elliot, Roma, 2019.
- Un'incredibile luna di miele, traduzione e cura di Massimo Ferraris, Elliot, Roma, 2020.
- L'ombra e altri oscuri racconti, traduzione e cura di Enrico de Luca, Caravaggio Editore, Vasto, 2020.
- L'innamorato indeciso, traduzione e cura di Massimo Ferraris, Elliot, Roma, 2021.